# Eodesmus
Eodesmus — вимерлий рід родини Desmatophocidae. Рід містить такі види: Eodesmus condoni. Скам'янілості виявлено в Орегоні.